# Canton de Gennevilliers-Nord
Le canton de Gennevilliers-Nord est une ancienne division administrative française située dans le département des Hauts-de-Seine et la région Île-de-France.
Il a fusionné lors du redécoupage cantonal de 2014 en France avec d'autres pour former le canton de Gennevilliers.

## Histoire
Le canton de Gennevilliers-Nord a été créé par le décret du 24 décembre 1984, qui divise en deux l'ancien canton de Gennevilliers en créant également le canton de Gennevilliers-Sud.
Un nouveau découpage territorial des Hauts-de-Seine entre en vigueur à l'occasion des premières élections départementales suivant le décret du 26 février 2014. Les conseillers départementaux sont, à compter de ces élections, élus au scrutin majoritaire binominal mixte. Les électeurs de chaque canton élisent au Conseil départemental, nouvelle appellation du Conseil général, deux membres de sexe différent, qui se présentent en binôme de candidats. Les conseillers départementaux sont élus pour 6 ans au scrutin binominal majoritaire à deux tours, l'accès au second tour nécessitant 12,5 % des inscrits au 1er tour. En outre la totalité des conseillers départementaux est renouvelée. Ce nouveau mode de scrutin nécessite un redécoupage des cantons dont le nombre est divisé par deux avec arrondi à l'unité impaire supérieure si ce nombre n'est pas entier impair, assorti de conditions de seuils minimaux. Dans les Hauts-de-Seine, le nombre de cantons passe ainsi de 45 à 23.
Dans ce cadre, les deux cantons de Gennevilliers Nord et Sud, ainsi que le canton de Villeneuve-la-Garenne sont supprimés pour recréer le canton de Gennevilliers

## Représentation
| Période | Période          | Identité         | Étiquette | Qualité |
| ------- | ---------------- | ---------------- | --------- | --- |
| 1985    | 1988 (démission) | Jacques Brunhes  | PCF       | Enseignant Maire de Gennevilliers (1987 → 2001) Député des Hauts-de-Seine (1978 → 1986 et 1988 → 2002) Conseiller régional de l’Ile-de-France (1978 → 1985) |
| 1988    | 2015             | Jacques Bourgoin | PCF       | Enseignant de mathématiques Maire de Gennevilliers (2001 → 2014)                                                                                            |

## Composition
Le canton de Gennevilliers-Nord recouvre le nord de la commune de Gennevilliers, délimité, aux termes du décret de 1984 et selon la toponymie de l'époque, par « une ligne déterminée par l'axe des voies ci-après : rue Louis-Calmel, boulevard Zéphirin-Camélinat, avenue du Pont-d'Epinay ». 
Le surplus de la commune constituait  le canton de Gennevilliers-Sud.
| Communes                       | Population (2012) | Code postal | Code Insee |
| ------------------------------ | ----------------- | ----------- | ---------- |
| Gennevilliers, commune entière | 41 822            | 92 230      | 92 036     |

## Démographie
| 1990   | 1999   | 2006   | 2011   | 2012   |
| ------ | ------ | ------ | ------ | ------ |
| 23 459 | 21 853 | 21 806 | 19 824 | 20 729 |

## Pour approfondir